# Al-Maqdisi
al-Muṭahhar ibn Ṭāhir al-Maqdisī (in arabo ﺍﻟﻤﻄﻬﺮ ﺑﻦ ﻃﺎﻫﺮ ﺍﻟﻤﻘﺪﺳﻲ‎?; fl. X secolo) è stato uno storico palestinese musulmano attivo nel X secolo.

## Biografia
Della sua gioventù, a parte la nisba che ne indica una provenienza palestinese, non si sa molto. Di orientamento mutazilita, viaggiò molto nel Vicino Oriente, Persia e Asia centrale, per raccogliere informazioni per redigere nel 966 un ampio Kitāb al-badʾ wa l-taʾrīkh, che rappresenta un buon esempio di storia universale, a lungo erroneamente attribuita ad Abū Zayd al-Balkhī dallo stesso Clément Huart che ne curò l'edizione a stampa in lingua francese sotto il titolo Le Livre de la Creation et de L'Histoire d'Abou-Zeid Ahmed Ben Sahl El-Balkhi.